# Henry Sené
Henri Sené (né le 10 juin 1889 à Pont-Rémy et mort le 10 avril 1961 à Paris) est un peintre français.

## Biographie
Henri Charles Emmanuel Sené est le fils d'Émile désiré Sené, percepteur, et de Victorine Émilie Fournier.
Il est formé à l'Ecole des Beaux Arts de Paris. Il est un peintre connu pour ses paysages.
En 1913, il remporte le prix Maguelonne-Lefebvre-Glaize et en 1922 le prix Rosa-Bonheur.
En 1949, il épouse Renée Roché.
Il est mort à l'âge de 71 ans,

## Distinctions
- Chevalier de la Légion d'honneur (1931)
- Officier de la Légion d'honneur (12 mai 1958)[3].